# Бельгійська література
Бельгійська література — література, що творилась і твориться письменниками Бельгії. Як Бельгія — багатомовна країна, то й її література багатомовна. Бельгійська література французькою мовою зазвичай лічувано до французької літератури. Щодо бельгійської літератури серед літературознавців заведено говорити про:
- франкомовну літературу Бельгії,
- нідерландськомовну літературу Бельгії або фламандську літературу,
- валлонську літературу, що розвинулася на основі валлонської мови.

## Франкомовна література Бельгії

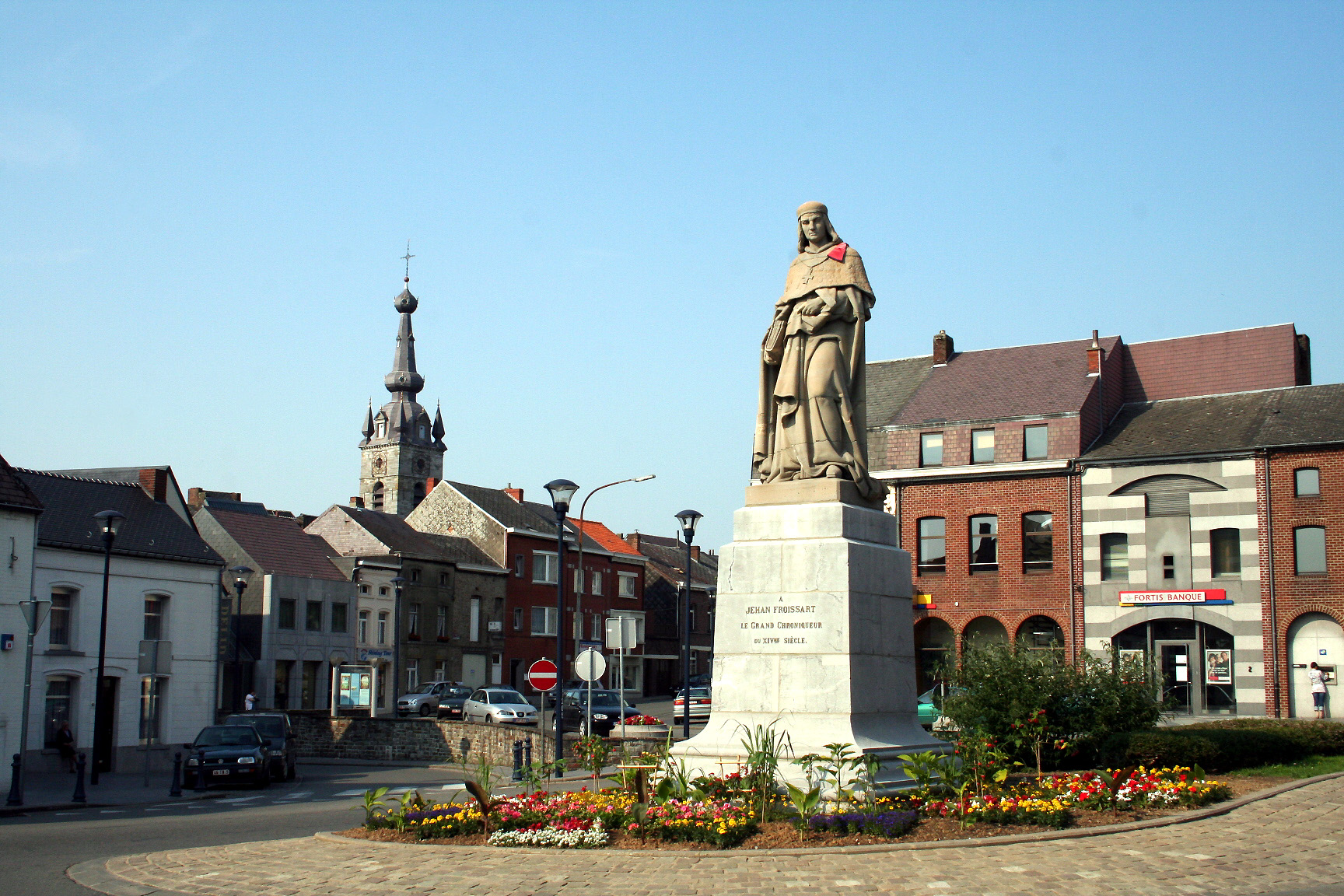
Площа імені Жана Фруассара в Шіме (Бельгія)

Бельгійська література французькою мовою вважається невіддільною складовою французької літератури. Франкомовні письменники, що проживали на бельгійських теренах до створення Королівства Бельгії (1831), вважали себе приналежними до французької літератури, починаючи від автора середньовічних хронік Жана Фруассара й до авторів XVII—XVIII століть, таких, наприклад, як Шарль-Жозеф Фюрст (1735—1814).
Після утворення Бельгійського королівства мав пройти деякий час, доки після періоду нідерландського панування могло розвинутися бельгійське письменство французькою мовою. Зв'язки з Францією були дуже щільні. Часто бельгійські письменники переселялися до Парижа, ставали там популярними й сприймалися широкою публікою як французькі автори. Бельгійські поети XIX століття часто перебували під впливом французького поета Леконта де Ліля. Численні ідилії і буколіки, не висловлюючи практичного духу часу, оспівують красу пастушого життя. Поет цього жанру — Говен-Жозеф-Огюстен барон Стассар (нар. в 1780), поезія якого дуже характерна для цієї епохи. Крім ідилій і поем псевдокласичного типу процвітає офіційна поезія, темами якої служать перемога при Ватерлоо, грецька революція, голландське панування (поеми Лебруссара і Лемеєра).
Наступний етап знаменується появою романтичної лірики. Особливо яскравий письменник цього періоду — Шарль Потвен (Charles Potvin, 1818—1902). Його романи «В сім'ї» і «Батьківщина» («En famille» і «Patrie») — наслідування Віктору Гюго. Він не обмежився тільки поезією, але виступав як історик літератури і публіцист, прагнучи поєднати академічний класицизм із романтизмом. Інший визначний романтик — Андре-Марі ван Гасселт (v. Hasselt). Володіючи великими знаннями з германської та романської філології, він прагнув оформити французькою мовою мотиви німецького епосу. Характерними його збірками були «Балади» і «Параболи». Поема «Чотири втілення Христа» (Les Quatre Incarnations du Christ) символічно зображає шлях людства, яке прагне до спокутування первородного гріха.
Великий внесок у розвиток франкомовної бельгійської літератури зробив Шарль де Костер. У своїй творчості він поєднав традицію французького реалізму з німецьким класицизмом та англійським романтизмом, створивши мальовничу панораму життя Фландрії. Шарль де Костер — насамперед відомий як автор перекладеної на всі європейські мови «Легенди про Уленшпігеля» (Légende d'Ulenspiegel), якій він присвятив десять років, доскіпливо вивчаючи середньовіччя. Темою для «Легенди» став фламандський переказ про подвиги народного блазня, відомий під назвою «Хоробре життя Тіля Уленшпігеля» (Het Aerding Leben Van Thyl Uylenspiegel). Це переказ про справжнього історичного персонажа, який жив в першу половину XIV століття. Шарль де Костер переніс його на два століття пізніше і перетворив у фламандського селянина, героя народних воєн проти королівського деспотизму. «Легенда» написана французькою мовою, стилізованою численними архаїзмами. Досі «Легенда» зберегла своє художнє значення.
З 1850 року почали з'являтися сентиментальні романи. Так Еміль Грейсон (Greyson) описував занепад дворянських родин під впливом нового промислового життя («Oncle Célestin» і «Faas Schonck»), Ежен Жан (E. Gens) захоплювався красою закинутих арденських замків («Chateau d'Heverle»), Еміль Леклерк (E. Leclercq) оповідав про життя, що вічно відроджується («Soeur Virginie»). Плідний і талановитий письменник ван Бемель майстерно стилізував під відверту автобіографію ченця «Абатства де Вільє» свого «Dom Placide». Октав Пірме (Oc. Pirmez, 1832—1883) — письменник іншого жанру. Це — мислитель, скептик, який перебував під впливом творів Монтеня і Паскаля, якого особливо цінував. У своїх «дослідах» («Jours de Solitude», 1869, «Heures de philosophie», 1873) він висміював подвійну мораль і віддавав пріоритет почуттю.

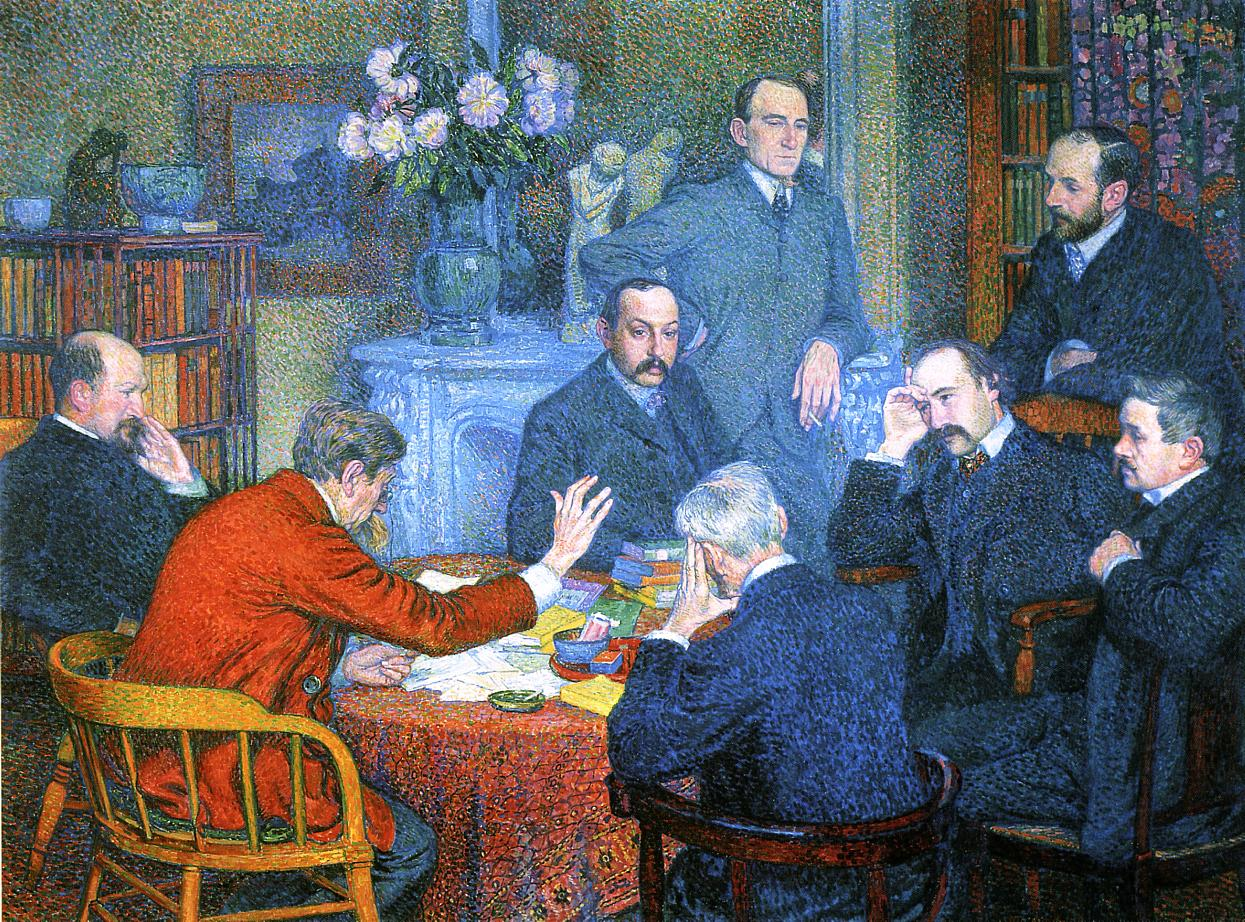
Читання віршів Еміля Верхарна, 1901 рік

Великий підйом літературного життя в Бельгії відбувся у 1874—1884 роках. Саме тоді було засновано численні літературні часописи та товариства. У 1875 році було засновано часопис «Художник», потім «La Revue de Belgique» і «La revue générale». Особливе місце в історії літератури займає часопис «Молода Бельгія», очолюваний Максом Валлером (1860—1889). «Молода Бельгія» виникла навколо журналу «Молодий огляд» (Revue jeune). На чолі цього органу стояв поет Моріс Варломон, його псевдонім — Макс Валлер. Він широко розкрив двері молодим письменникам, яких об'єднувала мета: «служити чистому мистецтву поза будь-якою політики при повній свободі творчості». Співробітниками часопису були відомі письменники: Альбер Жиро, поет, близький до школи парнасців; прозаїк Ж. Екгуд; поет-символіст Ж. Роденбах, натуралістичний лірик і драматург Жилкен, автор романів Лемонньє та поет і драматург Еміль Верхарн. Головне значення Валлера полягає в його організаторській діяльності, спрямованій на створення і розвиток літературного життя Бельгії, до якого він залучив усі талановиті сили, незважаючи на фламандське чи валлонських походження. Левенський і Брюссельський університети випустили якраз нове покоління молоді, що відчувало огиду до комерціалізації всіх сфер життя, до аморальності політиків. Навколо Валлера утворився своєрідний гурток нових поетів, які після його смерті продовжували керувати «Молодою Бельгією» (Альбер Жиро, Анрі Мобель, Іван Жількен, Валер Жиль). Крім організаційної та художньо-критичної діяльності, Макс Валлер виступав як поет (зі збіркою «La flûte à Siebel»), як белетрист («L'Amour fantasque», «La vie bête», «Lysiambet et Lystas») і драматург (драми «Poison» і «Jeanne Bijou»). Нарешті в кінці 1884 року було засноване «Нове товариство» (La Société nouvelle), яке переймалося насамперед соціальними питаннями.
Видатною постаттю в літературі Бельгії 80-х років XIX століття є романіст Камілл Лемоньє. У своїх численних романах він виступає натуралістом, зображуючи побут і звичаї різних прошарків бельгійського суспільства. Жорж Екоут — інший видатний романіст кінця XIX століття. Він відомий насамперед своїми реалістичними романами.
У 1881 році Октавом Мосом був заснований часопис «Сучасне мистецтво», який програматично позиціювався як альтернатива до «Молодої Бельгії». У 1886 році А. Мокель заснував часопис письменників-символістів «Валлонія». У «Валлонії» друкувалися як французькі символісти, так і бельгійські автори, такі як Еміль Верхарн, Моріс Метерлінк, Шарль ван Леберг, Грегуар Ле Руа, М. Ельскамп.
Наступне покоління бельгійських прозаїків було представлене такими авторами, як Шарль Плізньє, Андре Байон, Ф. Еллан, М. Жевер, Франсіс Вальдер. З'явилися перші кримінальні романи Жоржа Сіменона, який невдовзі завоював велику популярність у Франції й відтоді сприймався як суто французький автор. Одним з основоположників фантастики був Жозеф Роні-старший.

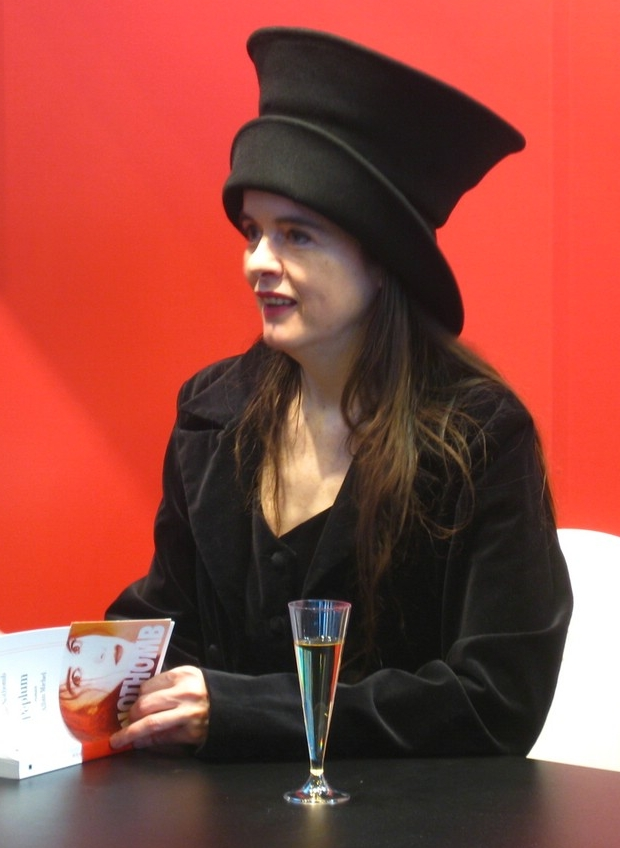
Бельгійська письменниця Амелі Нотомб

У поезії початку XX століття заявили про себе поети, близькі до символізму та естетики «чистого мистецтва»: П'єр Нотомб, Марсель Тірі, Анрі Мішо, Жео Норж, Робер Вів'є, Моріс Карем, Еміль Вандеркамен, Тео Леже.
Найвидатнішими драматургами, окрім вже згаданого Нобелівського лауреата Моріса Метерлінка, були Фернан Кроммелінк та Мішель де Гельдерод.
Сучасна література Бельгії характеризується великою жанровою та тематичною різноманітністю. Серед найпопулярніших прозаїків можна назвати таких авторів, як Боске де Торо (роман «Сон Костянтина», 1973), Конрад Детре, П'єр Мертан, Марсель Моро, Юбер Ніссен, Жан-П'єр Отт (роман «Жульєна і річка», 1977), Гі Вас та Ф. Верганс (роман «Берлін у середу», 1979), Жан-Філіпп Туссен (роман «Ванна кімната», 1885, «Цикл Марії» з чотирьох романів, 2002-2013).
Сучасна лірика представлена такими авторами, як Жак Крікійон, Франсуаза Делькарт, Крістіан Юбен, Жан-П'єр Верхегген. Серед драматургів особливо вирізняються Жак де Декер, Рене Каліскі та Жан Луве. Есеїстика та літературна критика представлена такими іменами, як Жорж Пуле, Нікола Руве та Жак Сойше.
Особливо видатні імена бельгійських письменників настільки тісно пов'язані з французькою літературою і Францією, що про їхнє бельгійське походження згадують лише принагідно. Це насамперед вже згаданий Жорж Сіменон, а також близький до сюрреалізму поет Анрі Мішо, перша жінка-член Французької академії Марґеріт Юрсенар, Франсуаза Малле-Жоріс.
З письменників XXI століття варто згадати надзвичайно популярну письменницю Амелі Нотомб.

## Фламандська література

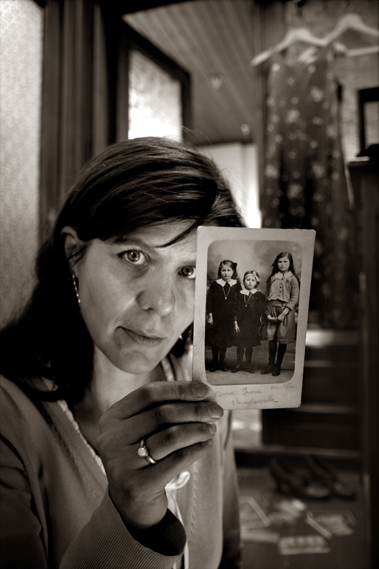
Сучасна фламандська письменниця Анне Провост

Фламандська література є бельгійською гілкою нідерландської літератури. У 30-х роках XIX століття, в період державного оформлення Бельгії, в її фламандських провінціях почався рух за рівні права нідерландської та французької мов. Лідером цього руху був Ян Франц Віллем (Jan Franz Willems). З 1873 року уряд був змушений визнати рівноправність нідерландської мови. У 1886 році була заснована Фламандська академія наук. Фламандські письменники пишуть нідерландською мовою, забарвленою діалектизмами місцевої говірки. Рух молодих письменників за права нідерландської мови відомий під назвою «Товариства сьогоднішнього і завтрашнього дня» (Van Nu en Straks). Серед письменників цього періоду варто згадати Стревелса (Streuvels), Вермейлена (Vermeylen. роман «Вічний жид»), Бейссе (Buysse), Карела ван де Вустейне (van de Voestyne), Терлінка (Teirlinck) і Туссена (Toussaint).
Гасло руху було проголошене Вермейленом: «станьмо фламандцями, щоб стати європейцями». Жодної прямої політичної програми це рух фламандських поетів не мав, він виступав лише проти академізму і прихильників виключно французької мови, що, звичайно, мало й політичне підґрунтя.
З поетів, які брали участь в цьому русі, особливо популярними були: ван Нейлен (van Nylen), Кеніс (Kenis), Баккелманс (Backelmans), Тіммерманс (Timmermans). Особливо відомим був романіст Віллем Елсхот (Willem Elschott). Віс Мунс (Wies Moens) намагався відтворити в своїх творах засади католицької етики та писав у містичних тонах про своєрідність фламандського мистецтва. Інший письменник, ван Остан (van Ostaen), прагнув утвердити самостійність фламандської літератури, спираючись на зразки фламандського живопису. Серед поетів вирізнялися такі автори, як Марнікс Гейсен (Marnix Gysen), ван де Воде (van de Voode), Р. Мінн (R. Minn) і Руланте (Roelante). Після Другої світової війни велику популярність здобув нідерландськомовний романіст Луї Поль Боон.
Серед найвідоміших фламандських письменників сьогодення можна назвати Гюго Клауса (Hugo Claus), Луї Поля Боона (Louis Paul Boon), Крістіана Геммерехтса (Kristien Hemmerechts), Тома Лануа, Анне Провост (Anne Provoost) та Герта ван Істендала (Geert van Istendael).

## Валлонська література

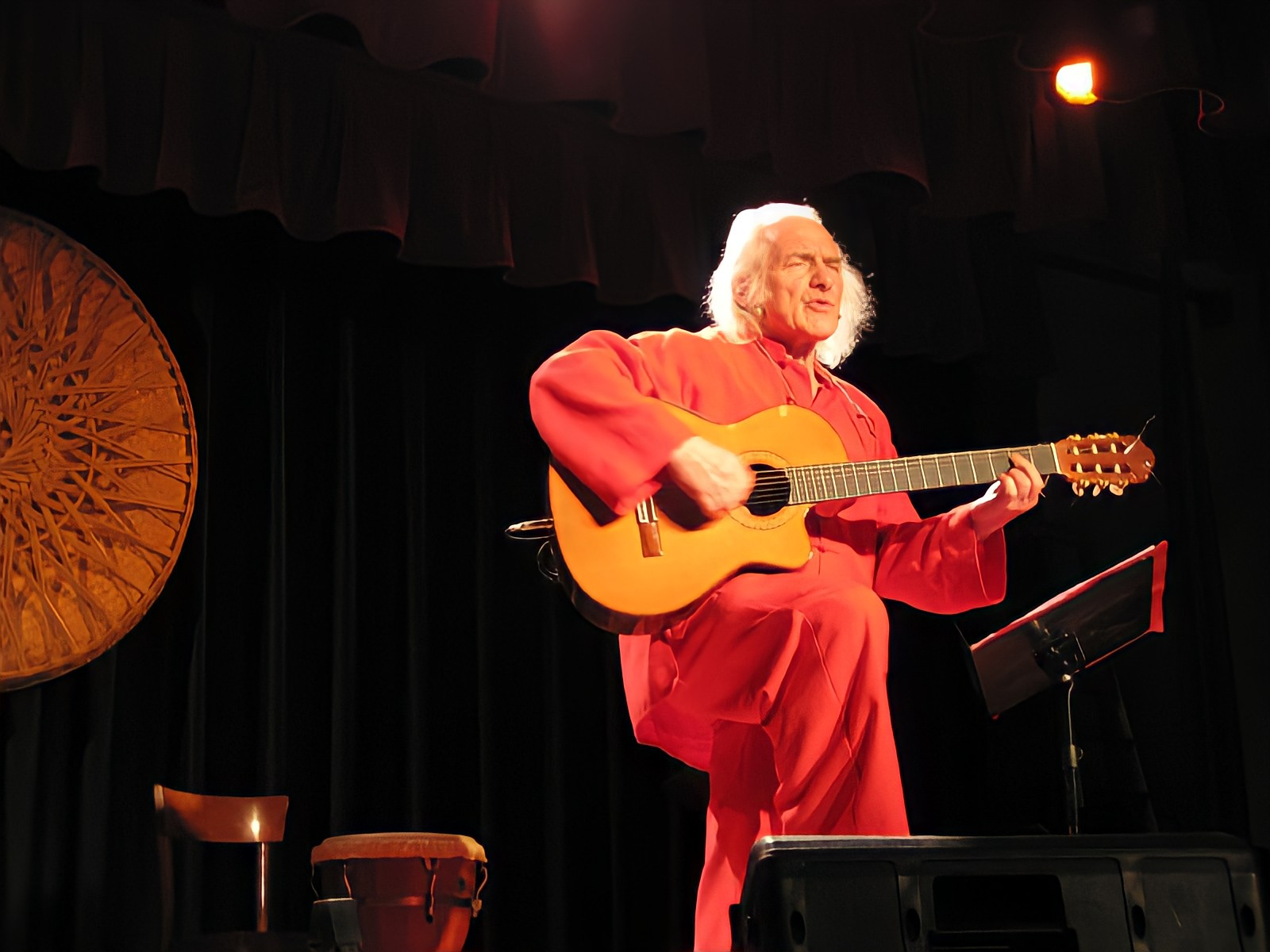
Сучасний валлонський поет і бард Жуло Бокарн

Література валлонською мовою розвинулася завдяки таким народним поетам, як Шарль Нікола Сімонон (Charles Nicolas Simonon, 1774—1847), Анрі Жозеф Фьйоріз (Henri J. Fioriz, 1784—1862) та Вівьє де Стрел (Viviez de Streel, 1799—1863). Лірика валлонською мовою позначена французьким впливом. Після 1830 року розпочався рух за відродження валлонської літератури. Так у 1856 в Льєжі було засновано «Льєзьке товариство валлонської літератури», до якого долучився організований в 1872 році «Льєзький льох» (Le caveau Liégeois) і театральний клуб «Lis Wallons». Найревнішими діячами відродження валлонської літератури були Байо (Bailleux), валлонська драматург Дельшеф (Delchef) і Е. Ремушампі (Remouchampi), відомий як автор фарсів. До цієї групи належать також такі поети, як Дорі (Isidore Dori, 1833—1901), Анрі Сімон (H. Simon, 1856), Ж. Делета (Julien Delaite, 1868) і белетрист Енен (Henin, 1866). Останнім часом знову посилився рух за відродження валлонської мови і літератури. Особливо популярним сьогодні є валлонський театр. Тепер у Валлонії діє близько 200 театральних труп, що дають вистави валлонською мовою і які відвідують до 200 000 глядачів на рік..